# Militärkapelle an der Piața 700
Die Militärkapelle an der Piața 700 (rumänisch Capela militara ortodoxa din Piața 700) ist eine rumänisch-orthodoxe Militärkapelle an der Piața 700 im I. Stadtbezirk Cetate der westrumänischen Stadt Timișoara (deutsch Temeswar).

## Geschichte
Die Kapelle wurde bereits im 18. Jahrhundert errichtet. Eine Kirchweihe fand am 21. April 1935 statt, bei der zusätzlich zu einer damals schon bestehenden Gedenktafel an der Außenseite des Gebäudes auch im Inneren der Kapelle eine Tafel angebracht wurde.
Die Kapelle wurde unter dem kommunistischen Regime 1948 zweckentfremdet, zuerst als Stall, dann als Lebensmittellager und schließlich als Lebensmittelladen genutzt. 1999 wurde sie, ihrer eigentlichen Bestimmung gemäß, wieder als Kapelle eingerichtet. Das Gotteshaus soll in die auf 2010 datierenden Pläne für Modernisierungsarbeiten an der Piața 700 mit einbezogen werden.

## Trivia
Die Kapelle geriet nach den Terroranschlägen am 11. September 2001 in die Schlagzeilen. Das Künstlerehepaar Ion und Ana Badila war zu dieser Zeit mit Freskomalerei in der Kirche beschäftigt und bildete unter dem Eindruck der Ereignisse in New York eine Szene mit dem Titel Coborirea din Rai ab, in der Osama bin Laden, als Satan mit einer Gabel auf einem Flugzeug sitzend, in Richtung des World Trade Centers flog. 
In der Malerei in rumänisch-orthodoxen Kirchen ist es nicht unüblich, dem Bösen ein Gesicht zu geben. So findet man bereits in den Fresken der Moldauklöster nicht selten türkische Heeresführer als Satan abgebildet. In Timișoara besteht unter anderem ein Kirchengemälde, auf dem der ehemalige Staatspräsident Ion Iliescu als Satan abgebildet ist.